# Монтекампано (Терни)
Монтекампано је насеље у Италији у округу Терни, региону Умбрија.
Према процени из 2011. у насељу је живело 205 становника. Насеље се налази на надморској висини од 300 м.